# Central Park Place
Central Park Place é um edifício residencial condomínio localizado nos bairros de Hell's Kitchen e Midtown Manhattan em Nova Iorque. O edifício está situado no número 301 da 57th Street, na esquina noroeste com a Oitava Avenida. Davis Brody Bond projetou o Central Park Place, que possui 191 metros de altura com 56 andares. A fachada do Central Park Place é feita de vidro cinza-esverdeado e painéis de alumínio, um esquema de cores destinado a associar o edifício ao próximo Central Park.
O Central Park Place foi desenvolvido por William Zeckendorf Jr., que começou a adquirir terrenos para o edifício em 1982. Inicialmente, a torre foi planejada como um desenvolvimento de uso misto com espaço para escritórios e 310 apartamentos. Após o aumento dos custos de construção, Zeckendorf alterou os planos para modificar o número de apartamentos no projeto e separar o componente de escritórios em outro projeto. Houve várias controvérsias durante a construção da torre, incluindo um incidente em que um pedestre foi morto por detritos. O Central Park Place foi concluído em 1988 e, em dois anos, estava quase totalmente ocupado.

## Arquitetura

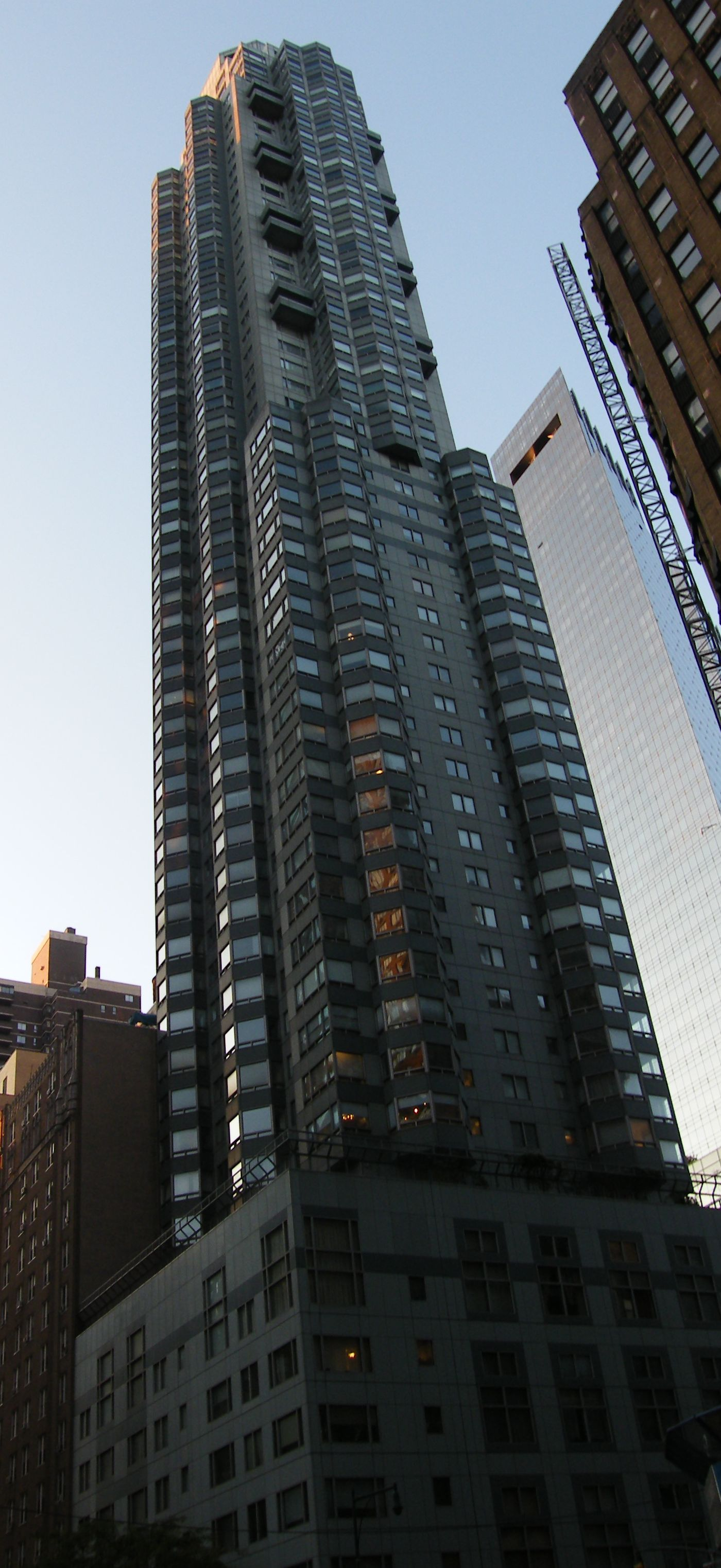
Central Park Place

O Central Park Place tem 191 metros de altura com 56 andares. Ele foi projetado pela Davis, Brody & Associates, com Rosenwasser/Grossman Consulting Engineers como engenheiros estruturais. A torre foi construída pela HRH Construction. Os seis primeiros andares ocupam todo o lote, enquanto os andares superiores são menores.

### Fachada
A fachada do Central Park Place é feita de vidro cinza-esverdeado e painéis de alumínio. A cor da fachada foi projetada para associar o edifício ao Central Park próximo. A maioria dos apartamentos possui janelas bay window que se estendem quase toda a altura do andar. As janelas medem 4,9 por 2,7 metros e se projetam da fachada, criando janelas de três lados. Há vários balanços na fachada, proporcionando vistas do Central Park para alguns dos apartamentos laterais. O crítico de arquitetura Carter Horsley disse sobre a fachada: "O verde pálido provavelmente parecia ótimo nas renderizações em pastel, mas na realidade, é um pouco fraco".

### Características
O Central Park Place possui 300 apartamentos do tipo condomínio, que variam de apartamentos tipo estúdio a unidades de dois quartos. Quando o edifício foi inaugurado, os apartamentos variavam de US$ 200.000 a US$ 4 milhões. Há quatro coberturas, sendo a maior uma unidade de 390 m² no 53º andar. A torre possui uma piscina, um clube de saúde e fitness para os residentes, uma sala de festas, uma sala de jantar para os moradores e quatro quartos para hóspedes dos residentes.
Judith Stockman and Associates foi contratada para projetar o lobby. O desenvolvedor da torre, William Zeckendorf Jr., queria que o design se relacionasse com o Central Park, então Stockman construiu o lobby com lambris de madeira, superfícies de mármore e ornamentação de latão. Para seus projetos, Zeckendorf geralmente aceitava os desenhos finais dos arquitetos apenas após a aprovação de sua equipe de design de interiores. Por exemplo, no Central Park Place, as janelas bay foram redesenhadas depois que suas dimensões originais foram consideradas muito pequenas.

## História

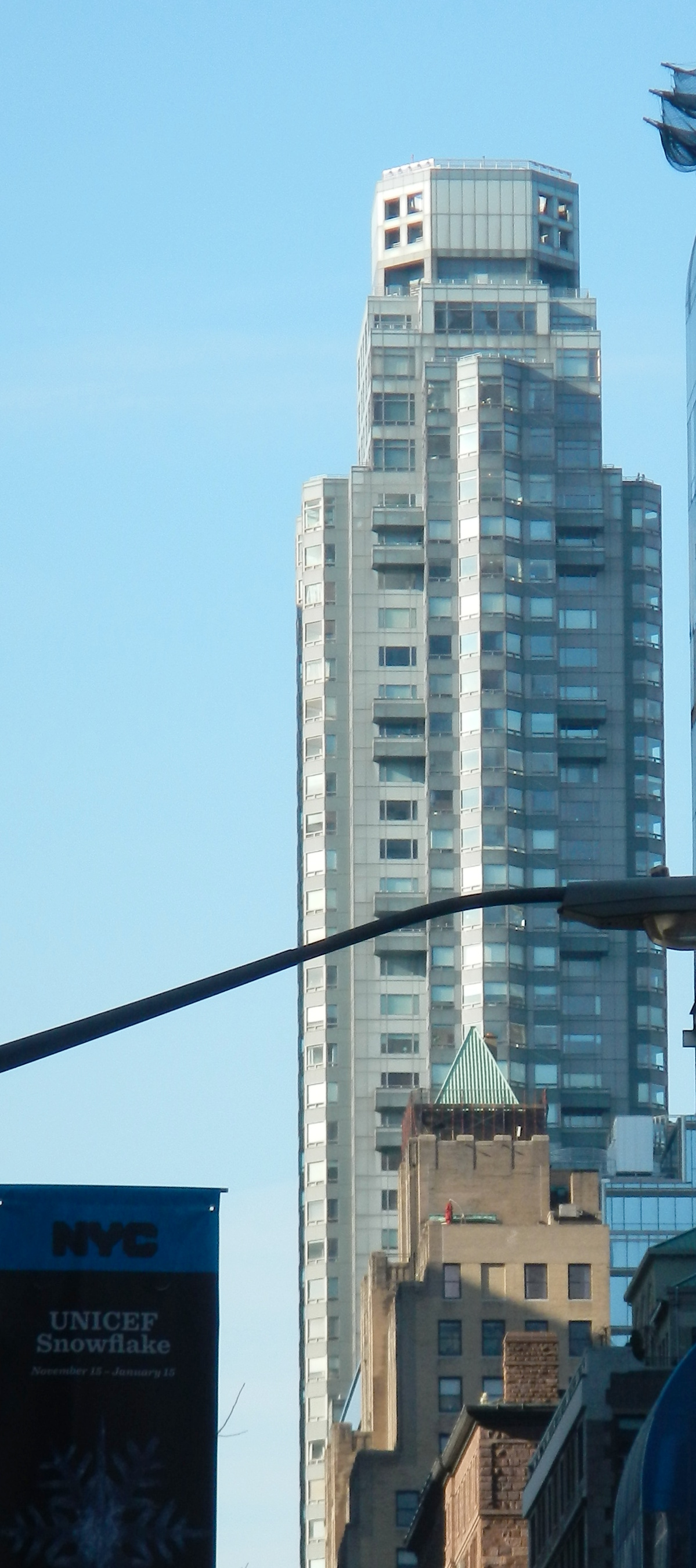
Topo do Central Park Place visto da Sixth Avenue

### Desenvolvimento
Zeckendorf começou a adquirir o terreno na Oitava Avenida, entre as ruas 57 e 58, em 1982. Uma joint venture das empresas Zeckendorf Companies, Omni Properties e K.G. Land planejou um desenvolvimento de US$ 135 milhões, incluindo 9 300 m² de espaço para escritórios e 840 m² de lojas no térreo, além de 310 apartamentos, compostos por estúdios e unidades de um e dois quartos. Em 1984, a mídia informou que a organização de Zeckendorf planejava uma torre de 70 andares para o local. O desenvolvimento era um dos vários projetos planejados na área na época. Para o projeto, Zeckendorf demoliu dois edifícios na esquina sudoeste da Oitava Avenida com a Rua 58, incluindo um hotel individual chamado Alpine Hotel, e reconstruiu uma terceira estrutura. Nos planos originais, a torre ocuparia um terreno maior. Todos os direitos de construção acima do Alpine Hotel seriam transferidos para o Central Park Place, permitindo a construção de uma torre com uma área de piso máxima maior, e, assim, possibilitando um edifício de 70 andares.
O projeto enfrentou atrasos após o governo da cidade promulgar uma moratória de 18 meses sobre a demolição de estruturas residenciais de ocupação individual em 1985. Zeckendorf e seus parceiros queriam começar a construção da torre residencial, Central Park Place, o mais rápido possível. Assim, o grupo pagou à cidade US$ 2,29 milhões para demolir o Alpine Hotel, um prédio que já possuíam. A torre residencial e os componentes do escritório foram divididos em projetos separados para acelerar o desenvolvimento do primeiro. Mais apartamentos de dois quartos foram adicionados à torre residencial, e a fachada de tijolos do design original foi alterada para uma fachada de vidro e alumínio. Os desenvolvedores alocaram a maior parte dos direitos de desenvolvimento do terreno para a torre residencial, agora Central Park Place. O componente de escritório no 4 Columbus Circle, imediatamente ao norte do Central Park Place, foi concluído em 1989 com 9 700 m² de espaço, tornando-se um dos menores edifícios de escritórios de Manhattan.
O trabalho no Central Park Place havia começado em dezembro de 1985, mas o projeto logo encontrou controvérsias. Durante o ano e meio seguinte, o governo municipal citou a construtora HRH Construction por dezesseis violações do código de construção e emitiu seis ordens de paralisação devido a condições de construção inseguras. Em junho de 1987, um pedaço de madeira foi deslocado de um dos andares mais altos durante uma tempestade de vento. A madeira atingiu um pedestre na Oitava Avenida, que mais tarde morreu. Em um protesto em dezembro de 1987 contra as políticas do governo sobre pessoas sem-teto, o diretor da New York Civil Liberties Union, Norman Siegel, disse sobre o Central Park Place: "Quando construímos esses edifícios, pagamos um preço alto porque grandes desenvolvimentos resultam no deslocamento de pessoas pobres."
Após vários atrasos, a obra do edifício foi concluída em 1988.

### Uso
As vendas no edifício começaram em setembro de 1987. Mais de 200 unidades foram vendidas, com um quinto dessas unidades indo para compradores estrangeiros. Na época da conclusão do edifício, em 1988, o bairro ao redor ainda era considerado desolado. O trecho da Oitava Avenida ao sul da 57th Street era considerado decadente, mas isso estava mudando rapidamente. As unidades no Central Park Place atraíram várias vendas de alto valor; em uma semana de maio de 1989, Zeckendorf ganhou 8 milhões de dólares com a venda de três apartamentos, todos comprados por mais de um milhão de dólares.
Em meados de 1990, noventa e nove por cento das 300 unidades já haviam sido vendidas. Uma dessas unidades, no 27º andar, foi invadida em 1993 quando o Departamento de Polícia de Nova Iorque realizou a maior apreensão de heroína de sua história, confiscando 240 milhões de dólares em heroína. Os narcóticos, divididos em 562 pacotes contendo um terço de um quilograma (cerca de 12 onças) de heroína cada, estavam sendo armazenados em cinco malas pretas no apartamento.
Os moradores do Central Park Place incluíram o executivo do Turner Broadcasting System Philip I. Kent, assim como celebridades como Goldie Hawn, Kurt Russell, Gene Hackman e Al Pacino.